# Teenage Fanclub
Teenage Fanclub, (Español: El Club de fans adolescente) son una banda escocesa del Rock alternativo de Bellshill, cerca de Glasgow, formada en 1989. La banda fue muy popular en los años 1990 con el lanzamiento de sus dos primeros discos Bandwagonesque y A Catholic Education. Incluso la banda Oasis llegó a afirmar que eran La mejor banda del mundo, mucho mejor que Oasis.

## Crítica
Teenage Fanclub son reverenciados por los fanes del power pop por sus repiqueteos de guitarra, guitarras como los Byrds y armonías vocales. Las labores de composición se comparten entre los tres miembros permanentes de la banda:
- Norman Blake
- Raymond McGinley
- Gerard Love

En directo normalmente alternan entre los tres cantautores (todos cantan en sus propias canciones), dando igual tiempo a las canciones de cada uno. La prevalencia de armonías en las versiones de estudio de los álbumes se demuestra fieramente en sus conciertos; Love se dedica a las armonías vocales en las canciones en que Blake hace la melodía, con Blake aportando las armonías en aquellas en las que McGinley o Love hacen la voz principal. En 2006 la banda dio dos conciertos muy especiales (en Londres y Glasgow), interpretando su obra maestra de 1991, Bandwagonesque, en su totalidad. Aquellos conciertos, de entradas agotadas, recordaron a 15 años antes, cuando la banda ganó el premio al mejor álbum por Bandwagonesque en 1991.
Han pasado varios baterías por la formación, incluyendo a:
- Francis MacDonald: batería original y en el último período
- Brendan O’Hare: después parte de Telstar Ponies y Mogwai
- Paul Quinn: reemplazado por Francis MacDonald

## Historia
Teenage Fanclub surgió en la escena musical de Glasgow. Su sonido tiene reminiscencias de la costa oeste norteamericana, como Beach Boys y Byrds, y sus compañeros setenteros Big Star. Primeramente una banda ruidosa y caótica, su primer álbum, A Catholic Education es muy diferente a su sonido posterior, con la posible excepción de "Everything Flows". The King fue su siguiente álbum; consiste en ruidos de guitarras y una versión muy irónica de Like a Virgin de Madonna, también hecha por Sonic Youth en Ciccone Youth. El álbum se produjo con rapidez para satisfacer un contrato con el sello norteamericano Matador Records. Su continuación, Bandwagonesque, editado por Geffen Records en los EE. UU. y por Creation Records en el Reino Unido, trajo a la banda el éxito comercial. El álbum estaba más deliberadamente compuesto, los temas enganchaban más, los riffs de guitarra estaban bajo control, y la armonía tomó forma. Su continuación, Thirteen, es de estilo más grunge. Brendan dejó la banda durante este período debido a "diferencias musicales", siendo reemplazado por Paul Quinn, miembro original de Soup Dragons. Grand Prix, quinto álbum de Teenage Fanclub, fue tanto un éxito de crítica como de ventas en el Reino Unido; fue grabado en el culmen del britpop. Fracasaron en la recuperación del público que habían perdido con Thirteen en los EE. UU. Los miembros de Oasis declararon entonces que se trataba de la segunda mejor banda del mundo, "después de nosotros, claro"[cita requerida]. Songs from Northern Britain siguió a Grand Prix y se construyó sobre el éxito de su predecesor. El sonido folk y acústico del álbum encontró eco en muchos oyentes, y representa su mayor subida en las listas de ventas en el Reino Unido y contiene su mayor éxito en forma de sencillo hasta la fecha: "Ain't that Enough". Su siguiente álbum, Howdy!, grabado para Columbia Records después del poco apoyo que Creation Records había prestado al disco anterior; el álbum, sin embargo, obtuvo pobres ventas y resultó ser un fracaso comercial. Francis MacDonald se unió entonces de nuevo a la banda. Su última grabación, esta vez para Sony, Four Thousand Seven Hundred and Sixty-Six Seconds -A Shortcut to Teenage Fanclub, contiene las mejores canciones de la banda. Un nuevo álbum, Man-Made, vería la luz el 2 de mayo de 2005 a través del sello de la propia banda, PeMa, siendo grabado en Chicago en 2004 y producido por John McEntire, de Tortoise.

## Discografía

### Álbumes de estudio
- A Catholic Education (1990)
- The King (1991) #53 UK
- Bandwagonesque (1991) #22 UK, #137 US
- Thirteen (1993) #14 UK
- Deep Fried Fanclub (1995) [B-Sides Compilation]
- Grand Prix (1995) #7 UK
- Songs from Northern Britain (1997) #3 UK
- Howdy! (2000) #33 UK
- Words of Wisdom and Hope (2002) [con Jad Fair]
- Four Thousand Seven Hundred And Sixty-Six Seconds -A Shortcut to Teenage Fanclub (2003) [Compilation] #47 UK
- Man-Made - (2005) #34 UK
- Shadows - (2010)
- "Here" - (2016)
- "Endless Arcade" - (2021)
- "Nothing Lasts Forever" - (2023)

### Sencillos
- "Everything Flows" - (7" UK 1990, CDS US 1991)
- "Everybody's Fool" (7") - (1990)
- "The Ballad of John & Yoko" - (1990)
- "God Knows It's True" - (1990)
- "Star Sign" - (18 de agosto de 1991) #44 UK
- "The Concept" - (27 de octubre de 1991) #51 UK
- "The Peel Sessions" - (1991)
- "What You Do to Me" (EP) - (2 de febrero de 1992) #31 UK
- "Free Again/Bad Seeds" (7") - (1992)
- "Radio" - (17 de junio de 1993) #31 UK
- "Norman 3" - (12 de agosto de 1993) #50 UK
- "Hang On" - (14 de febrero de 1994)
- "Fallin'" - (28 de marzo de 1994) #59 UK
- "Mellow Doubt" - (7 de abril de 1995) #34 UK
- "Sparky's Dream" - (5 de mayo de 1995) #40 UK
- "Neil Jung" - (21 de agosto de 1995) #62 UK
- "Ain't That Enough" - (30 de junio de 1997) #17 UK
- "I Don't Want Control Of You" - (11 de agosto de 1997) #43 UK
- "Start Again" - (17 de noviembre de 1997) #54 UK
- "I Need Direction" - (9 de octubre de 2000) #68 UK
- "Dumb Dumb Dumb" - (18 de junio de 2001)
- "Association" - (29 de agosto de 2004) #75 UK
- "Fallen Leaves" - (30 de mayo de 2005) {limitado a 2.000 copias}
- "I’m In Love" (2016)
- "It's All in my Mind" - (22 de noviembre de 2005)
- "Home" (2020)